# Wojciech Fangor
Wojciech Bonawentura Fangor, né le 15 novembre 1922 et mort le 25 octobre 2015, également connu sous le nom de Voy Fangor, est un peintre, graveur et sculpteur polonais. Décrit comme « l'un des peintres les plus singuliers de la Pologne d'après-guerre », Fangor a été associé à l'Op art et aux mouvements Color field.

## Œuvre

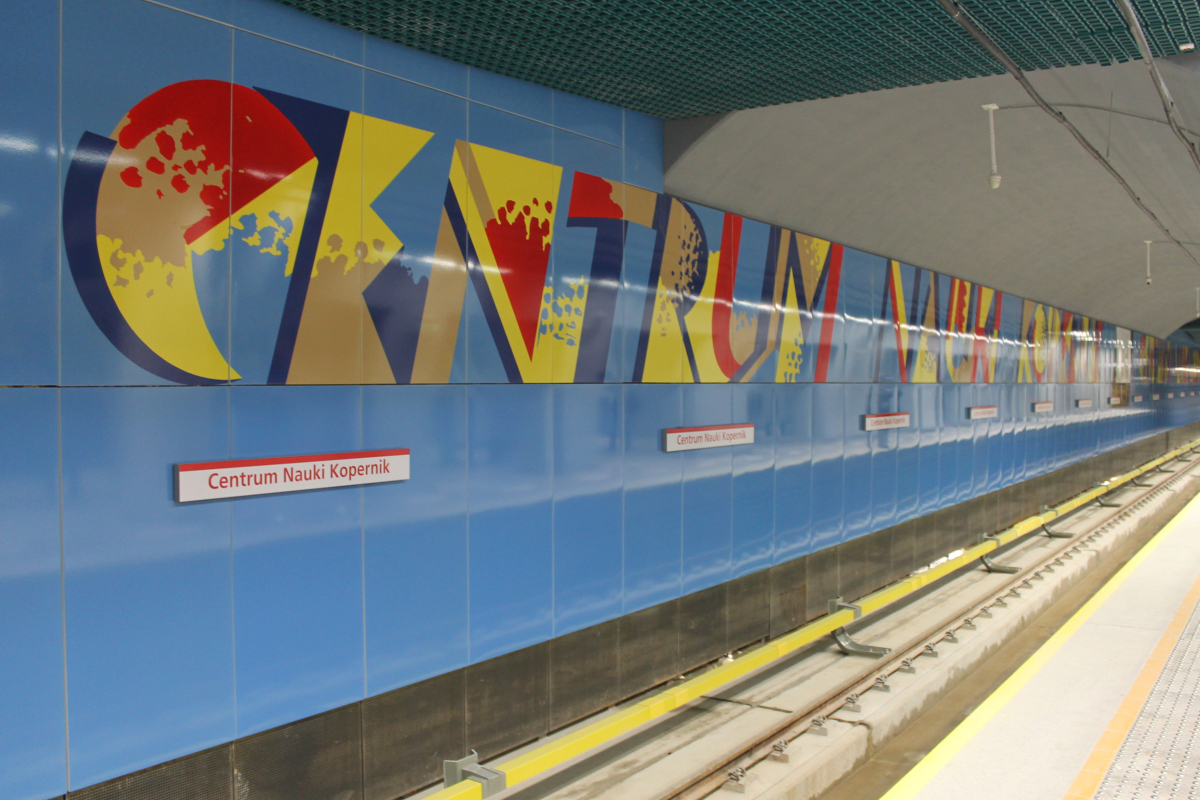
Mur d'encombrement à la station C13 du Copernicus Science Centre, conçu par Fangor.
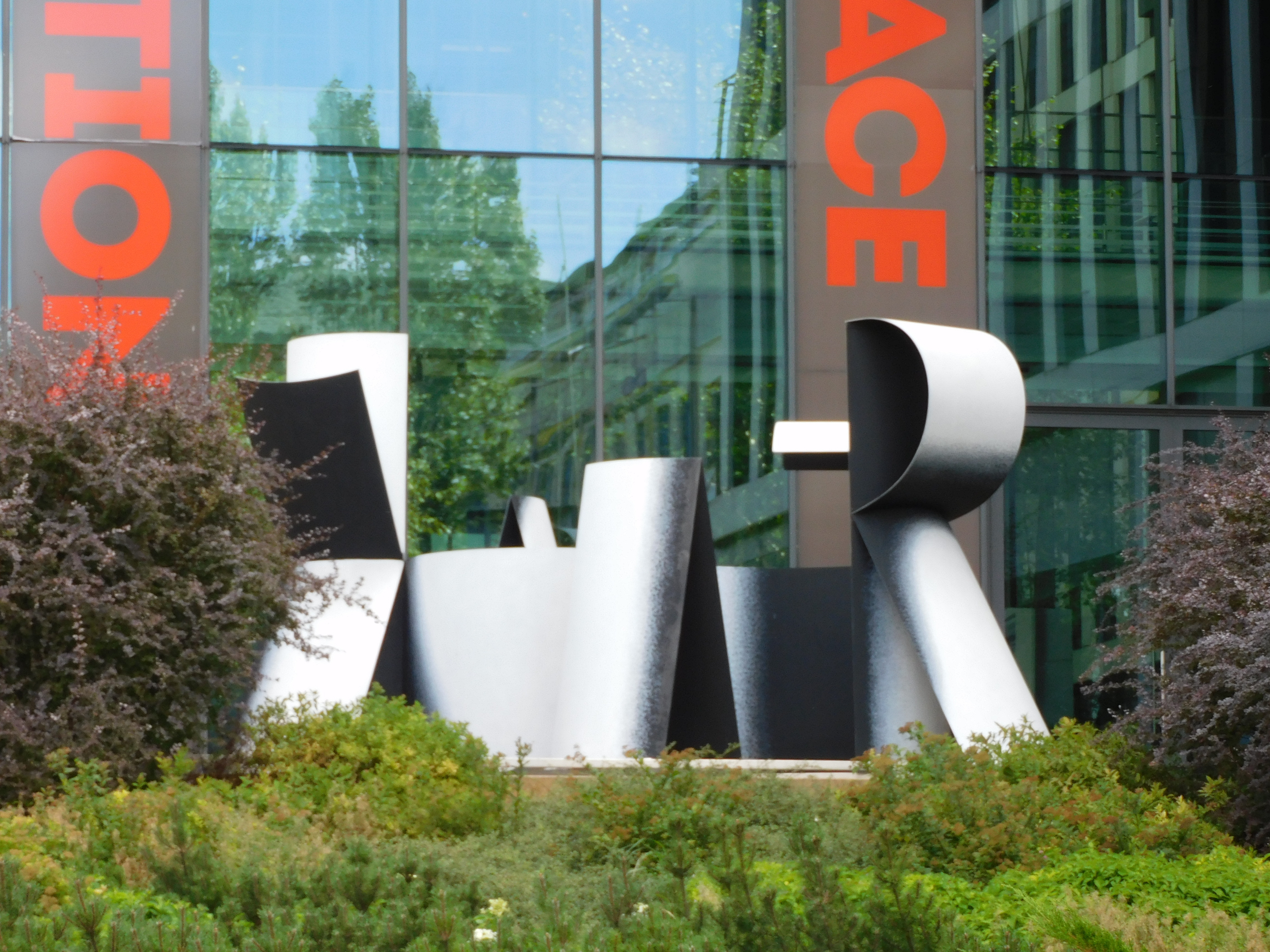
Installation de Fangor devant l'immeuble des bureaux Spectra, à Varsovie.
Poster d'un film polonais conçu par Fangor.